# NIST SP 800-90A
NIST SP 800-90A je doporučení Národního institutu standardů a technologie (NIST) Spojených států amerických pro oblast kryptograficky bezpečných generátorů pseudonáhodných čísel, tedy generátorů pseudonáhodných čísel splňujících požadavky pro použití v kryptografických aplikacích. Oficiálně se nazývá Recommendation for Random Number Generation Using Deterministic Random Bit Generators, tj. Doporučení pro generování náhodných čísel využitím deterministických generátorů náhodných bitů.
V nejnovější verzi zveřejněné 24. června 2015 specifikuje tři schémata: Hash DRBG (využívající hašovací funkce), HMAC DRBG (využívající schéma HMAC) a
CTR DRBG (postavený na blokových šifrách a jejich čítačovém provozním režimu). Původní verze specifikovala ještě schéma Dual EC DRBG (postavené na kryptografii nad eliptickými křivkami), u kterého ovšem odborná veřejnost dospěla k přesvědčení, že obsahuje z popudu Národní bezpečnostní agentury (NSA) kleptografická zadní vrátka, a NIST jej následně z nové revize doporučení odstranil.
Protože je doporučení dílem Federální vlády Spojených států amerických, je stejně jako jiná obdobná díla volným dílem.